# 多聞 (企業)
多聞合資会社（たもん）は、かつて兵庫県西宮市石在町に存在した企業。

## 概要
1921年（大正10年）3月設立。主な業務は、不動産、有価証券売買業。1930年（昭和5年）現在の資本金は200万円。